# العلاقات النرويجية اللبنانية
العلاقات النرويجية اللبنانية هي العلاقات الثنائية التي تجمع بين النرويج ولبنان.

## مقارنة بين البلدين
هذه مقارنة عامة ومرجعية للدولتين:
| وجه المقارنة                                              | النرويج                                                   | لبنان                                                                |
| --------------------------------------------------------- | --------------------------------------------------------- | -------------------------------------------------------------------- |
| المساحة (كم2)                                             | 385.21 ألف                                                | 10.45 ألف                                                            |
| عدد السكان (نسمة)                                         | 5.33 مليون                                                | 6.10 مليون                                                           |
| الكثافة السكانية (ن./كم²)                                 | 13.84                                                     | 583.73                                                               |
| العاصمة                                                   | أوسلو                                                     | بيروت                                                                |
| اللغة الرسمية                                             | بوكمول، لغات السامي، نينوشك، اللغة النرويجية              | اللغة العربية، لغة فرنسية                                            |
| العملة                                                    | كرونة نروجية                                              | ليرة لبنانية                                                         |
| الناتج المحلي الإجمالي (بليون دولار)                      | 398.83 مليار                                              | 51.84 مليار                                                          |
| الناتج المحلي الإجمالي (تعادل القوة الشرائية) بليون دولار | 322.23 مليار                                              | 81.54 مليار                                                          |
| الناتج المحلي الإجمالي الاسمي للفرد دولار أمريكي          | 74.40 ألف                                                 | 8.05 ألف                                                             |
| الناتج المحلي الإجمالي للفرد دولار أمريكي                 | 65.61 ألف                                                 | 17.46 ألف                                                            |
| مؤشر التنمية البشرية                                      | 0.944                                                     | 0.769                                                                |
| رمز المكالمات الدولي                                      | +47                                                       | +961                                                                 |
| رمز الإنترنت                                              | .no                                                       | .lb                                                                  |
| المنطقة الزمنية                                           | ت ع م+01:00، ت ع م+02:00، توقيت وسط أوروبا، أوروبا/أوسلو ‏ | ت ع م+02:00، ت ع م+03:00، توقيت شرق أوروبا، توقيت شرق أوروبا الصيفي ‏ |

## منظمات دولية مشتركة
يشترك البلدان في عضوية مجموعة من المنظمات الدولية، منها:
| علم المنظمة | اسم المنظمة                               | تاريخ انضمام النرويج | تاريخ انضمام لبنان |
| ----------- | ----------------------------------------- | -------------------- | ------------------ |
|             | مؤسسة التنمية الدولية                     | 24 سبتمبر 1960       | 10 أبريل 1962      |
|             | يونسكو                                    | 4 نوفمبر 1946        | 4 نوفمبر 1946      |
|             | وكالة ضمان الاستثمار متعدد الأطراف        | 9 أغسطس 1989         | 19 أكتوبر 1994     |
|             | الأمم المتحدة                             | 27 نوفمبر 1945       | 24 أكتوبر 1945     |
|             | الاتحاد البريدي العالمي                   | ?                    | ?                  |
|             | البنك الدولي للإنشاء والتعمير             | 27 ديسمبر 1945       | 14 أبريل 1947      |
|             | الاتحاد الدولي للاتصالات                  | 1866                 | 12 يناير 1924      |
|             | منظمة حظر الأسلحة الكيميائية              | ?                    | ?                  |
|             | مؤسسة التمويل الدولية                     | 20 يوليو 1956        | 28 ديسمبر 1956     |
|             | المركز الدولي لتسوية المنازعات الاستشارية | 15 سبتمبر 1967       | 25 أبريل 2003      |
|             | منظمة الشرطة الجنائية الدولية             | ?                    | ?                  |

## أعلام
هذه قائمة لبعض الشخصيات التي تربطها علاقات بالبلدين:
- عدنان حيدر (لاعب كرة قدم نرويجي، 3 أغسطس 1989[21] – )
- علي سرور (11 يونيو 1994 – )

## وصلات خارجية
- موقع وزارة الخارجية النرويجية